# Onódi György (gyártásvezető)
Onódi György névvariáns: Ónodi György (Budapest, 1926. január 6. – Budapest, 2008. január 7.)  magyar közgazdász, gyártásvezető.

## Életpályája
1957-ben naplóvezetőként majd ügyelőként kezdett dolgozni a filmgyárban. 1967-ben a Marx Károly Közgazdaságtudományi Egyetem ipargazdasági tagozatán szerzett diplomát. A Nyáron egyszerű (1963) című filmben már gyártásvezetőként vett részt Bacsó Péter mellett.
Több mint félszáz produkció gyártása fűződik a nevéhez, számos rendező mellett dolgozott. 2005-ben, a 36. Magyar Filmszemlén munkáját életműdíjjal ismerték el.

## Díjai, elismerései
- életműdíj (36. Magyar Játékfilmszemle ― Budapest, 2005)

## Filmes munkái
- A szökevény (1958)
- Nyáron egyszerű (1964)
- Miért rosszak a magyar filmek? (1964)
- Nehéz emberek (1964)
- Háry János (1965)
- Patyolat akció (1965)
- Zöldár (1965)
- Fügefalevél (1966)
- Édes és keserű (1967)
- Harlekin és szerelmese (1967)
- Ezek a fiatalok (1967)
- Fiúk a térről (1968)
- Eltávozott nap (1968)
- Mi lesz veled Eszterke? (1968)
- Tiltott terület (1969)
- A beszélő köntös (1969)
- A látogatás (1969)
- Mérsékelt égöv (1970)
- Szép magyar komédia (1970)
- A gyilkos a házban van (1971)
- Széchenyi meggyilkoltatása (1971)
- Archaikus torzó (1971)
- György barát (1972)
- Utazás Jakabbal (1972)
- Romantika (1972)
- Szabad lélegzet (1973)
- Egy kis hely a nap alatt (1973)
- Szép maszkok (1974)
- Szarvassá vált fiúk (1974)
- Makra (1974)
- Bekötött szemmel (1975)
- Ereszd el a szakállamat! (1975)
- Az idők kezdetén (1975)
- Autó (1975)
- Vivát, Benyovszky! (1975)
- A kenguru (1975)
- Zongora a levegőben (1976)
- Szépek és bolondok (1976)
- Kísértet Lublón (1976)
- Áramütés (1977)
- Riasztólövés (1977)
- Egy erkölcsös éjszaka (1977)
- Sámán (1977)
- K. O. (1977)
- Kihajolni veszélyes (1977)
- Angi Vera (1978)
- Nem élhetek muzsikaszó nélkül (1978)
- Mese habbal (1979)
- Ki beszél itt szerelemről? (1979)
- Tegnapelőtt (1982)
- A remény joga (1982)
- Dögkeselyű (1982)
- Szerencsés Dániel (1983)
- Hosszú vágta (1983)
- Te rongyos élet (1984)
- István, a király (1984)
- Hány az óra, Vekker úr? (1985)
- Szerelem első vérig (1986)
- Banánhéjkeringő (1986)
- S.O.S. Szobafogság! (1987)
- Szerelem második vérig (1988)
- Csere Rudi (1988)
- Titánia, Titánia, avagy a dublőrök éjszakája (1988)
- István király (1993)
- Sacra Corona (2000)